# أحمد عبد العزيز عمران
أحمد عبد العزيز عمران حسن (ولد في 1964 في المحرق، البحرين) طبيب وسياسي بحريني.

## النشأة والتعليم
عمران من مواليد العام 1964 في مدينة المحرق شمال شرق البحرين. حاصل على بكالوريوس طب وجراحة من جامعة الملك سعود (1988م). وحاصل على شهادة التخصص في طب العائلة من الجامعة الأميركية في بيروت (1992م). وحاصل على الزمالة العربية في طب العائلة من الزمالة العربية للتخصصات الطبية (1992م). وحاصل على عضوية كلية الأطباء والجراحين في القيادة والصحة الدولية وشهادة منظمة الصحة العالمية في القيادة والصحة الدولية. حصل على دبلوم إدارة الخدمات الصحية من كلية الجراحين الملكية في إيرلندا (1996م). وحاصل على ماجستير في إدارة الجودة في الخدمات الصحية من الكلية الملكية للجراحين - جامعة البحرين الطبية (2008م).

## المسيرة المهنية
عمل رئيس مجلس إدارة مركز مدينة عيسى الصحي من 1995 إلى 2002. ثم ترقى إلى منسق التخطيط بوزارة الصحة من 2002 إلى 2005. عين النائب الثاني لوزير الصحة في المجلس التنفيذي لمنظمة الصحة العالمية في عام 1995. عمل مستشار مؤقت للمكتب الإقليمي لشرق البحر المتوسط لمنظمة الصحة العالمية لبرامج المدن الصحية. كما عمل طبيب استشاري في مكتب المراجعة الطبية ومنسق الدراسات والبحوث في وزارة الصحة ومنسق المسح الصحي العالمي في مملكة البحرين وعضو اللجنة الخليجية للمسح الصحي العالمي ورئيس بعثة الحج الطبية من 2003 إلى 2008 ورئيس اللجنة التنسيقية لأعمال بعثة الحج الطبية من 2006 إلى 2008 وعضو المجلس الأعلى لشئون الحج والعمرة من 2004 إلى 2008.
في 14 أكتوبر 2008 أكد رئيس اللجنة التنسيقية لبعثة الحج الطبية عمران في لقائه مع صحيفة الوسط البحرينية أن استقالته من رئاسة البعثة الطبية جاءت بسبب تدخل بعض المسئولين في شئون اللجنة واختصاصاتها وتقليص وزارة العدل والشئون الإسلامية عدد المفتشين الصحيين.

## المسيرة السياسية
إثر الاحتجاجات التي قامت في البحرين في عام 2011 شارك عمران ضمن المعارضة الشيعية التي طالبت في البداية بتوسيع الديمقراطية في البلد ثم تحولت إلى المطالبة بإسقاط النظام الحاكم في البحرين.
في 1 أكتوبر 2011 أوضح النائب العام العسكري بقوة دفاع البحرين العقيد حقوقي الدكتور يوسف راشد فليفل أن تفاصيل الواقعة التي أدين بها عمران في قضية مستشفى السلمانية الطبي. وفي 8 سبتمبر 2011 أطلقت المحكمة سراحه بضمان بقاء محل إقامته.
في 30 سبتمبر 2011 قضت محكمة السلامة الوطنية الابتدائية بسجن عمران لمدة خمسة عشر سنة بتهمة احتلال مستشفى السلمانية بالقوة وذلك بالسيطرة على مداخله ومخارجه وعلى جميع أقسامه وإداراته الهامة باستخدام القوة والتهديد وحيازة سلاح (كلاشينكوف) وأسلحة بيضاء بدون ترخيص والترويج لقلب وتغيير نظام الحكم بالقوة والاستيلاء على معدات طبية وحجز حرية عدد من أفراد الشرطة وبث وإذاعة أخبار وبيانات كاذبة ومغرضة والتحريض على كراهية نظام الحكم والازدراء به والتحريض على بغض طائفة من الناس وتعطيل تنفيذ أحكام القوانين واللوائح والقرارات والأوامر الحكومية والامتناع دون عذر عن إغاثة مرضى ومصابين وإتلاف منقولات عامة والاشتراك في تجمهرات بغرض الإخلال بالأمن العام وارتكاب الجرائم وكانت جميع تلك الأفعال قد تمت تنفيذا لغرض إرهابي.
في 2 يوليو 2013 حكمت المحكمة الكبرى الجنائية الثالثة برئاسة القاضي إبراهيم الزايد، وعضوية القاضيين عيسى الصائغ وبدر العبد الله وأمانة سر إيمان دسمال، ببراءة ضابطي شرطة هما المقدم مبارك بن حويل والملازم أول الشيخة نورة آل خليفة، من تهمة تعذيب عمران أثناء فترة التحقيق معه وذلك لعدم كفاية أدلة الثبوت وتناقض أقوال عمران ورفضت المعارضة الادعاءات بالحق المدني وإلزام رافعيها بالرسوم والمصاريف و20 دينار بحريني مقابل أتعاب المحاماة.

## الحياة الشخصية
متزوج وله خمسة أولاد وابنة واحدة.